# Dasaratha canarensis
Dasaratha canarensis is een vlinder uit de familie van de zakjesdragers (Psychidae). De wetenschappelijke naam van de soort is voor het eerst geldig gepubliceerd door Hampson.